# Heribert Weiland
Heribert Weiland (* 9. Juli 1942) ist ein deutscher Wirtschaftswissenschaftler.
Weiland studierte Wirtschaftswissenschaften, Politikwissenschaft, Soziologie und Geschichte an der Albert-Ludwigs-Universität Freiburg und der London School of Economics, das er 1967 mit einem Diplom abschloss. 1972 erfolgte seine Promotion in Politikwissenschaft. 1987/88 war er Gastprofessor an der Universität Kassel, 1988 an der University of South Africa. Von 1980 bis 2006 war er Geschäftsführer und von 2007 bis 2013 Direktor des Arnold-Bergstraesser-Instituts in Freiburg im Breisgau. 1996 habilitierte er sich und wirkte anschließend als Privatdozent und außerplanmäßiger Professor an der Universität Freiburg.
Weilands Forschungsschwerpunkte sind demokratische Transition und Dezentralisierung, Erziehung und Entwicklung, Entwicklungstheorie und Entwicklungspolitik, insbesondere im südlichen Afrika.
Weiland war von 1985 bis 1990 Mitglied des Beirats der Friedrich-Naumann-Stiftung.

## Veröffentlichungen (Auswahl)
- Erziehung und nationale Entwicklung in Gabun. Fallstudie zu einem abhängigen Kleinstaat. Weltforum-Verlag, München 1975, ISBN 978-3-8039-0131-6.
- (Hrsg.): Zukunftsperspektiven für friedlichen Wandel im südlichen Afrika. Bericht zur Jahrestagung des Arbeitskreises der Afrikaforschungs- und Dokumentationsstellen vom 23.–26. Februar 1977. Freiburg 1977.
- Towards a new South African economy, Comparative perspectives. Papers derived from the Workshop: Economic Concepts and Strategies: Comparative Experiences in View of a New South Africa, jointly organised by the Arnold Bergstraesser Institute and the Friedrich Ebert Foundation, Freiburg, October 20–24, 1991, Freiburg 1992, ISBN 978-3-928597-04-3.
- (gemeinsam mit Heinrich Oberreuter): Demokratie und Partizipation in Entwicklungsländern. Politische Hintergrundanalysen zur Entwicklungszusammenarbeit. Schöningh, Paderborn, München, Wien, Zürich 1994, ISBN 978-3-506-76821-6.
- (Hrsg.): Good governance in der Sackgasse. Nomos, Baden-Baden 2009, ISBN 978-3-8329-4292-2.
- (Hrsg. gemeinsam mit Kerstin Priwitzer, Joschka Philipps): Education in fragile contexts. Government practices and challenges. Freiburg 2011, ISBN 978-3-928597-62-3.